# Festival international du film fantastique de Neuchâtel 2022
 (août 2023).
Si vous disposez d'ouvrages ou d'articles de référence ou si vous connaissez des sites web de qualité traitant du thème abordé ici, merci de compléter l'article en donnant les références utiles à sa vérifiabilité et en les liant à la section « Notes et références ».
Le Festival international du film fantastique de Neuchâtel 2022, 21e édition du festival, se déroule du 1er au 9 juillet 2022.

## Déroulement et faits marquants
Après deux éditons perturbées par la pandémie du Covid-19, l'année 2022 est à la fois celle du retour à la normale du festival avec une édition 100 % physique et l'année du renouveau. Le festival officie pour la première fois sous la direction générale de Pierre-Yves Walder et du nouveau directeur de la programmation, Loic Valceschini.
L'infrastructure de l'Open Air a été revue avec une nouvelle architecture, plus esthétique, et pouvant accueillir 700 spectateurs. L'espace OFF du jardin anglais est également revu pour désormais accueillir les festivaliers sur deux étages. Un nouveau lieu est dédié à la création numérique dans une maison de maître historique nommée La Villa de la petite Rochette.
Pour cette 21e édition, la rétrospective Scream Queer propose une plongée dans la représentation des cultures LGBTQ+. Une vingtaine de films sont projetés, le chanteur Olivier Sim de The xx est invité pour une carte blanche et présenter le court métrage musical Hideous de Yann Gonzalez. La thématique queer s'élargit également sur les autres section du festival, ainsi Hypocondriac met en scène un couple homosexuel, Broadway un homme qui, pour se cacher de ses poursuivants, s'habille en femme, dans The Cow Who Sang a Song Into the Future un jeune garçon se sens mal dans sa peau d'homme et peine à obtenir l'approbation de sa mère.
Lieux : Théâtre du Passage 1, Théâtre du Passage 2, Arcades, Rex, Open Air Place de Halles, La Villa.

## Jurys et invités

### Le jury international
- Présidente du jury : Joyce Carol Oates, auteure, ( États-Unis)
- Prano Bailey-Bond (en), réalisatrice, ( Royaume-Uni)
- Robin Coudert, musicien et compositeur ( France)
- Mariana Enríquez, auteure ( Argentine)
- Martika Ramirez Escobar, réalisatrice, ( Philippines)

### Jury Méliès
- Lara Lom, supervision d'effets spéciaux ( Suisse)
- Victorine Van Alphen, artiste ( Pays-Bas)
- Lee Cronin, réalisateur ( Irlande)

### Jury critique internationale
- Gérard Delorme, journaliste à Chaos Reigns, ( France)
- Judith Beauvallet, journaliste chaîne Youtube Demoiselle d'Horreur ( France)
- Nicolas Martin, journaliste journaliste ( France)

### Jury SSA/Suisseimage
- Elie Grappe, réalisateur ( France)
- Carola Stern, Suissimage ( Suisse)
- Adrien Kuenzi, rédacteur en chef de Cinébulletin ( Suisse)

## Sélection

### Longs métrages

#### Compétition Internationale
- Ashkal (2022) de Youssef Chebbi ( France,  Qatar,  Turquie)
- Blaze (2022) de Del Kathryn Barton ( Australie)
- The Cow Who Sang a Song Into the Future (2022) de Francisca Alegria ( Chili,  France,  États-Unis,  Allemagne)
- Dual (2022) de Riley Stearns ( États-Unis,  Finlande)
- Family Dinner (2022) de Peter Hengl ( Autriche)[2]
- Freaks Out (2021) de Gabriele Mainetti ( Italie,  Belgique)
- Huesera (2022) de Michelle Garza Cervera ( Mexique,  Pérou)[2]
- Hypochondriac (2022) de Addison Heimann ( États-Unis)
- Men (2022) de Alex Garland ( Royaume-Uni)
- No. 10 (2021) de Alex van Warmerdam ( Pays-Bas,  Belgique)
- Nos Cérémonies (2022) de Simon Rieth ( France)
- Something in the Dirt (2022) de Aaron Moorhead, Justin Benson ( États-Unis) (Première internationale)
- Vesper Chronicles (Vesper) (2022) de Bruno Samper, Kristina Buožytė ( Lituanie,  France,  Belgique)[2]
- Zalava (2021) de Arsalan Amiri ( Iran)

##### Invités International competition
- Justin Benson, réalisateur, acteur Something in the Dirt ( États-Unis)
- Aaron Moorhead, réalisateur, acteur Something in the Dirt ( États-Unis)
- Arsalan Amiri, réalisateur Zalava ( Iran)
- Youssef Chebbi, réalisateur Ashkal ( Tunisie)
- Alex Perrin, producteur Blaze, Vesper ( France)
- Riley Stearns, réalisateur Dual ( États-Unis)
- Michelle Garza Cervera, réalisatrice Huesera ( Mexique)
- Addison Heimann, réalisateur Hypocondriac ( États-Unis)
- Simon Reith, réalisateur Nos Cérémonies ( France)
- Inès Daïen Dasi, productrices Nos Cérémonies ( France)
- Francisca Alegría, réalisatrice The Cow Who Sang a Song Into the Future ( Chili)
- Tom Dercourt, producteur The Cow Who Sang a Song Into the Future ( France)
- Dan Wechsler, producteur The Cow Who Sang a Song Into the Future ( Suisse)
- Kristina Buožytė, réalisatrice Vesper ( Lituanie)
- Bruno Samper, réalisateur Vesper ( France)

#### Asian Competition
- The Assistant (2022) de Adrian Teh ( Malaisie)
- Bad City (2022) de Kensuke Sonomura ( Japon) (Première mondiale)
- Demigod: The Legend Begins (2022) de Chris Huang ( Taïwan)
- Leio (2022) de Chalit Krileadmongkon, Chiptol Ruanggun ( Thaïlande) (Première mondiale)
- Leonor Will Never Die (2022) de Martika Ramirez Escobar ( Philippines)
- Maika (2022) de Ham Tran ( Viêt Nam)
- The Roundup (2022) de Sang-yong Lee ( Corée du Sud)
- Shin Ultraman (2022) de Shinji Higuchi ( Japon)

#### Cérémonie
- Film d'ouverture : Les cinq diables (2022) de Léa Mysius ( France)
- Film de clôture : I Am What I Am (2021) de Haipeng Sun ( Chine)

#### Third kind
- L'Année du requin (2022) de Ludovic Boukherma, Zoran Boukherma ( France) (Première mondiale)
- Babysitter (2022) de Monia Chokri ( Canada,  France)
- Beautiful Beings (Berdreymi, 2022) de Guðmundur Arnar Guðmundsson ( Islande,  Danemark,  Suède,  Pays-Bas,  Tchéquie)
- Broadway (2022) de Chrístos Massalás ( Grèce,  France,  Roumanie)
- Decision to Leave (Heojil kyolshim, 2022) de Park Chan-wook ( Corée du Sud)
- Diabolik (2021) de Antonio Manetti, Marco Manetti ( Italie)
- Falcon Lake (2022) de Charlotte Le Bon ( France,  Canada)
- Fogaréu (2022) de Flávia Neves ( Brésil)
- Holy Spider (2022) de Ali Abbasi ( Danemark,  Allemagne,  Suède,  France)
- Miracle: Letters to the President (Jigeum mannareo gabmida, 2021) de Jang-Hoon Lee ( Corée du Sud)
- La nuit du 12 (2022) de Dominik Moll ( France,  Belgique)
- Wedding High (Uedingu ha, 2022) de Akiko Ôku ( Japon)

#### Ultra movies
- Ach du Scheisse! (2022) de Lukas Rinker ( Allemagne)
- Day Zero (2022) de Joey De Guzman ( Philippines) (Première mondiale)
- Deadstream (2022) de Joseph Winter, Vanessa Winter ( États-Unis)
- The Devil's Deception (Talbis Iblis, 2022) de Kabir Bhatia ( Malaisie)
- Everything Everywhere All at Once (2022) de Daniel Kwan, Daniel Scheinert ( États-Unis)
- Incantation (2022) de Kevin Ko ( Taïwan)
- Occhiali neri (2022) de Dario Argento ( Italie)
- PussyCake (Emesis, 2021) de Pablo Parés ( Argentine)
- Saloum (2021) de Jean Luc Herbulot ( Sénégal)
- Sissy (2022) de Hannah Barlow, Kane Senes ( Australie)
- The Timekeepers of Eternity (2021) de Aristotelis Maragkos ( Grèce,  Royaume-Uni)
- Veneciafrenia (2021) de Alex de la Iglesia ( Espagne)

#### Amazing Switzerland
- Aux frontières du fantastique 2.0 (2022) des étudiants de HEAD Genève ( Suisse)
- La Chambre (1981) de Yvan Butler ( Suisse,  France)
- Die Schwarze Spinne (2022) de Markus Fischer ( Hongrie,  Suisse)
- Soul of a Beast (2021) de Lorenz Merz ( Suisse)

#### Scream Queer
- Les amants criminels (1999) de François Ozon ( France)
- Big Bang Love, Juvenile A (46-okunen no koi, 2006) de Takashi Miike ( Japon)
- Bound (1996) de Lana Wachowski, Lilly Wachowski ( États-Unis)
- Cabal (Director's cut) (Nightbreed, 1990) de Clive Barker ( États-Unis,  Royaume-Uni,  Canada)
- Dr Jekyll et Sister Hyde (1971) de Roy Ward Baker ( Royaume-Uni)
- Dyke Hard (2014) de Bitte Andersson ( Suède)
- La fille de Dracula (Dracula's Daughter, 1936) de Lambert Hillyer ( États-Unis)
- Génération perdue (The Lost Boys, 1987) de Joel Schumacher ( États-Unis)
- Hellbent (2004) de Paul Etheredge ( États-Unis)
- Jennifer's Body (2009) de Karyn Kusama ( États-Unis)
- Les lèvres rouges (1971) de Harry Kümel ( Belgique,  France,  Allemagne,  États-Unis,  Canada)
- Orlando (1992) de Sally Potter ( Royaume-Uni,  Russie,  Italie,  France,  Pays-Bas)
- Pictures (Fotos, 1996) de Elio Quiroga ( Espagne)
- Psycho (1998) de Gus van Sant ( États-Unis)
- Psychose (Psycho, 1960) de Alfred Hitchcock ( États-Unis)
- La revanche de Freddy (A Nightmare on Elm Street Part 2: Freddy's Revenge, 1985) de Jack Sholder ( États-Unis)
- Salomé (1922) de Charles Bryant ( États-Unis)
- Scream Queer Shorts (2022)
- Thelma (2017) de Joachim Trier ( Norvège,  Suède)
- Un couteau dans le cœur (2018) de Yann Gonzalez ( France,  Suisse,  Mexique)
- La Région sauvage (La región salvaje, 2016) de Amat Escalante ( Mexique,  Danemark,  France,  Allemagne,  Norvège,  Suisse)

#### Shadows of Latin America
- Domingo et la brume (Domingo y la niebla, 2022) de Ariel Escalante ( Costa Rica,  Qatar)
- Perlimps (2022) de Alê Abreu ( Brésil)
- The Shape of Things to Come (2022) de Victor Checa ( Pérou,  Mexique,  Espagne,  Allemagne)

#### Shark Night
- Les Dents de la mer, 2e partie (Jaws 2, 1978) de Jeannot Szwarc ( États-Unis) Annulé
- Peur Bleue (Deep Blue Sea, 1999) de Renny Harlin Remplace Jaws 2
- Tintorera - Du sang dans la mer (Tintorera: Killer Shark, 1977) de René Cardona Jr ( Mexique,  Royaume-Uni)

#### Classic Reloaded
- The Bride with White Hair (Bak fat moh lui zyun, 1993) de Ronny Yu ( Hong Kong)
- E.T. l'extra-terrestre (E.T. the Extra-Terrestrial, 1982) de Steven Spielberg ( États-Unis)
- Les Innocents (The Innocents, 1961) de Jack Clayton ( Royaume-Uni)
- Les révoltés de l'an 2000 (¿Quién puede matar a un niño?, 1976) de Narciso Ibáñez Serrador ( Espagne)

### Courts-métrages

#### Swiss Shorts
- Avant 3 nuits (2022) de Minna Prader ( France)
- Dude (2022) de M. Jörger, T. Yotimo & K. Rosshoff ( Suisse)
- Les héritières (2022) d'Avril Lehmann ( Suisse)
- Lion's Cage (2022) de Linus vom Stumberg ( Suisse)
- Mosaic (2022) d'Eleonora Berra ( Suisse)
- Mr. Pete & The Iron Horse (2021) de Kilian Vilim ( Suisse)

#### International Shorts
- In the Soap (2021) de Casper Kjeldsen ( Danemark)
- Les censeurs des rêves (2021) de Raphaël Rodriguez et Leo Berne ( France)
- Plan-plan cul-cul (2021) de Alexandre Vignaud ( Belgique)
- Rachek's don't Run (2021) de Joanny Causse ( États-Unis)
- The Last Marriage (2021) de Johan Tappert et Gustav Egerstedt ( Suède)
- Wet (2021) de M. Bergeonneau, L. Montppert, M. Andon, C. PeyRebrune et E. Taussac ( France)

#### Asian Shorts
- Keyboard Warrior (2021) de Leo Liu ( Taïwan)
- Moshari (2022) de Nuhash Humayun ( Bangladesh)
- OST. (2021) d'Abhichoke Chandrasen ( Thaïlande)
- Persona (2022) de Moon Su-jin ( Corée du Sud)
- Skum (2021) de Wu Jia-sin ( Corée du Sud)

## Palmarès
| Prix                                                                      | Attribué à                  | de                 | Pays                 |
| ------------------------------------------------------------------------- | --------------------------- | ------------------ | -------------------- |
| Prix H. R. Giger Narcisse du meilleur film                                | Nos cérémonies              | Simon Reith        | France               |
| Mention spéciale de jury international                                    | Blaze                       | Del Kathryn Barton | Australie            |
| Prix Imaging The Future meilleur production design                        | Blaze                       | Del Kathryn Barton | Australie            |
| Prix RTS du public                                                        | Freaks Out                  | Gabriele Mainetti  | Italie Belgique      |
| Méliès d'argent du meilleur long métrage européen                         | Men                         | Alex Garland       | Royaume-Uni          |
| Prix du jury de la critique internationale                                | Ashkal                      | Youssef Chebbi     | France Qatar Turquie |
| Prix du meilleur film asiatique                                           | Demigod: The Legend Begins  | Chris Huang        | Taïwan               |
| Prix de la Jeunesse Denis-de-Rougemont                                    | Hypochondriac               | Addison Heimann    | États-Unis           |
| SSA/Suissimage Prix H. R. Giger Narcisse du meilleur court métrage suisse | Les héritières              | Avril Lehmann      | Suisse               |
| SSA/Suissimage Mention spéciale                                           | Avant 3 nuits               | Minna Prader       | France               |
| Prix de la jeunesse du Lycée Cendrars du meilleur court-métrage           | Avant 3 nuits               | Minna Prader       | France               |
| Nomination pour le Méliès d'Or du meilleur court métrage européen         | Mr. Pete and the Iron Horse | Kilian Vilim       | Suisse               |
| Prix du public du meilleur court-métrage                                  | Moshari                     | Nuhash Humayun     | Bangladesh           |